# Genio del Cristianesimo
Il Genio del Cristianesimo (titolo orig. Génie du Christianisme, ou beautés de la religion chrétienne) è un'opera apologetica scritta tra il 1795 e il 1799 da François-René de Chateaubriand, durante il suo esilio in Inghilterra. In essa Chateaubriand difende la saggezza e la bellezza della religione cristiana, finita sotto attacco prima dalla filosofia dei Lumi, e poi dalla Rivoluzione francese. Fu pubblicata in Francia nel 1802, dopo che l'autore aveva usufruito dell'amnistia concessa da Napoleone per gli emigrati, cosa che gli permise di fare ritorno nel 1800. Napoleone, che aveva appena siglato il Concordato col Papa, inizialmente fece uso del libro di Chateaubriand come strumento di propaganda per attirarsi il sostegno dei cattolici di Francia. Tuttavia, nell'arco di cinque anni, Napoleone ruppe con l'autore e lo allontanò, mandandolo in esilio interno.

## L'opera
Convertito alla religione della sua infanzia durante la stesura del Genio del Cristianesimo, Chateaubriand scrisse quest'opera in seguito alla morte della madre:
(Chateaubriand, Génie du Christianisme)
Egli tenta in quest'opera di «prouver que le christianisme vient de Dieu, parce qu'il est excellent» («dimostrare che il Cristianesimo viene da Dio, perché egli è eccellente»). Con questo obiettivo, egli si interessa in particolar modo ai contributi artistici della religione cristiana, confrontandoli a quelli delle civiltà antiche e pagane.
L'idea principale dell'opera è infatti che "solo il Cristianesimo spiega il progresso nella letteratura e nell'arte".
Chateaubriand rimprovera agli scrittori del XVIII secolo (filosofi dei Lumi) di non aver conosciuto Dio, con l'eccezione di Rousseau, che avrebbe un'"ombra di religione". Così, per Chateaubriand, Voltaire tragediografo è inferiore a Racine poiché non è cristiano.

## Influenze
L'opera Génie du Christianisme ebbe un'immensa influenza nella cultura del XIX secolo, non solo sulla vita religiosa. Scritta con uno stile classico, ma con una sensibilità preromantica, essa glorifica delle nuove fonti d'ispirazione, come l'arte gotica o le grandi epopee medievali. Riflettendo sulla bellezza dei ruderi, essa annuncia il gusto romantico per le rovine (queste rendono ossessionante la questione della morte). La qualità della scrittura del Genio permette di tralasciare il carattere dubbio della sua conoscenza pseudo-filosofica.
Soprattutto, quest'opera ha modellato il rinnovamento del cattolicesimo francese del XIX secolo. Ha ispirato numerosi autori, tra cui Dom Guéranger e Félicité de Lamennais.
Nella sua prima edizione, il Genio del Cristianesimo comprendeva Atala e René.

## Edizioni
- Genio del Cristianesimo, 5 tomi, Tipografia della Società letteraria, Pisa, 1802
- Genio del Cristianesimo o bellezze della religione cristiana di Francesco Augusto Chateaubriand, 5 tomi, trad. di Giovanni Battista Armani, Pietro Zerletti, Venezia, 1805
- Genio del Cristianesimo o Bellezze della Religione cristiana, 12 tomi, nuova ed. con aggiunte e notabili correzioni, trad. Giuseppe Montani, presso Giambattista Orcesi, Lodi, 1815-1816
- Genio del Cristianesimo ovvero bellezze della religione cristiana, 4 tomi, nuova versione sulla sesta ediz. parigina di Luigi Taccagni Bresciano, per Antonio Fontana, Milano, 1827-1828; poi riproposta anche da altri editori durante l'Ottocento
- (FR) François-René de Chateaubriand, Génie du Christianisme. 1, Paris, Garnier frères, [1828]. URL consultato il 2 marzo 2016.
- (FR) François-René de Chateaubriand, Génie du Christianisme. 2, Paris, Garnier frères, [1828]. URL consultato il 2 marzo 2016.
- Genio del Cristianesimo (con Atala e René), a cura di Enzo Ferrari, 2 voll., UTET, Torino, 1949.
- Genio del Cristianesimo o Bellezze della religione cristiana, (edizione antologica), introduzione, trad. e note di Dante Bovo, Edizioni del Messaggero, Padova, 1982.
- Genio del Cristianesimo, traduzione di Sara Faraoni, testo francese a fronte, Collana Il pensiero occidentale, Milano, Bompiani, 2008,  pp. XLVII-1677, ISBN 88-452-6058-5.
- Genio del Cristianesimo, traduzione di Mario Richter, Collana I millenni, Torino, Einaudi, 2014,  pp. CX-880, ISBN 88-06-19314-7. [solo traduzione italiana]

## Citazioni letterarie
Nel suo celebre romanzo Madame Bovary, Gustave Flaubert cita l'opera del Genio del Cristianesimo, come lettura abituale di Emma Rouault, al secolo Bovary, durante la ricreazione, da ospite e studentessa presso un convento di suore (Milano, Arnoldo Mondadori Editore, 1993, pag.38).